# Isle (Haute-Vienne)
Isle is een gemeente in het Franse departement Haute-Vienne (regio Nouvelle-Aquitaine). De plaats maakt deel uit van het arrondissement Limoges. Isle telde op 1 januari 2022 7.915 inwoners.

## Geschiedenis
Het kasteel van Isle bestond al in de 11e eeuw. Het deed dienst als zomerresidentie van de bisschoppen van Limoges. Het versterkte kasteel werd ingenomen door de Engelsen maar heroverd door de bisschop van Limoges.
Het kasteel werd in 1791 verkocht als nationaal goed en werd daarna gebruikt als steengroeve. In 1815 stond enkel de toren nog overeind.

## Geografie
De oppervlakte van Isle bedroeg op 1 januari 2022 20,18 vierkante kilometer; de bevolkingsdichtheid was toen 392,2 inwoners per km². De Aurence stroomt door de gemeente terwijl de Vienne de zuidelijke grens vormt van de gemeente.
De gemeente telt verschillende gehuchten, waaronder Mérignac (in het zuidwesten), Le Mas des Landes, Le Mas de l'Aurence, Teytejaud, Thias en Balézy. Het dorpscentrum sluit aan bij het stedelijk gebied van Limoges.
De onderstaande kaart toont de ligging van Isle met de belangrijkste infrastructuur en aangrenzende gemeenten.

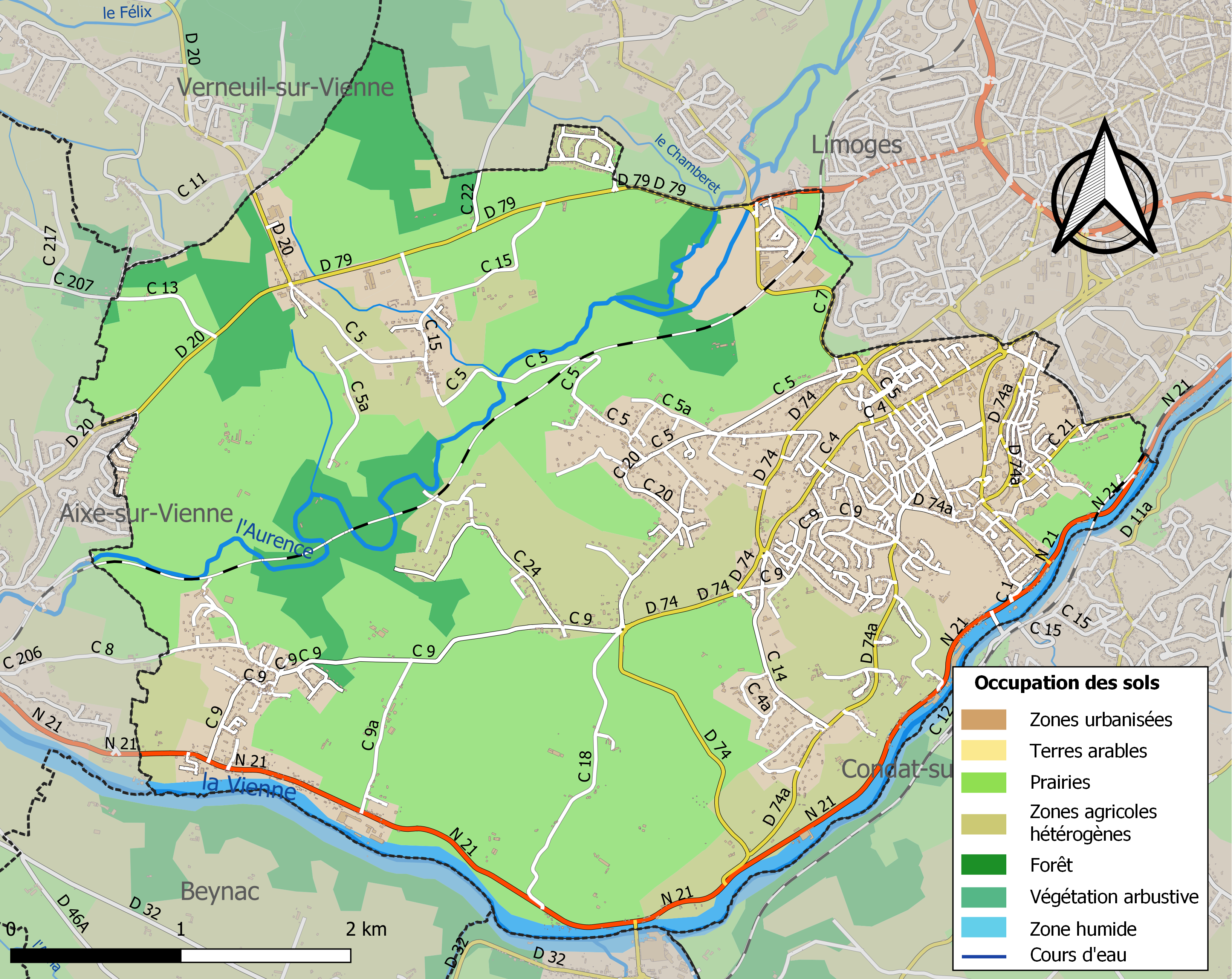

## Demografie
Onderstaande figuur toont het verloop van het inwonertal (bron: INSEE-tellingen).